# San Giusto Canavese
San Giusto Canavese – miejscowość i gmina we Włoszech, w regionie Piemont, w prowincji Turyn.
Według danych na rok 2004 gminę zamieszkiwały 3074 osoby, 341,6 os./km².